# 580
Het jaar 580 is het 80e jaar in de 6e eeuw volgens de christelijke jaartelling.

## Gebeurtenissen

### Byzantijnse Rijk
- De Romeinse Senaat stuurt een delegatie naar Constantinopel met een geschenk (3.000 pond aan goud) voor keizer Tiberius II Constantijn en vraagt hem om militaire steun tegen de Longobarden.
- Het oostelijke leger onder Mauricius valt opnieuw Perzisch Armenië binnen, en zakt de Eufraat af tot dicht bij Ctesiphon.
- Mauricius laat de Ghassanidische koning al-Moendhir III arresteren, op basis van geruchten dat deze de leider zou zijn geweest van een Perzische veldtocht in Byzantijns Mesopotamië.

### Europa
- De Slaven migreren uit Oost-Europa en verspreiden zich over de Balkan. De Avaren steken de rivier de Donau over en belegeren de Byzantijnse vestingstad Sirmium (huidige Servië).
- De Visigoten onder leiding van koning Leovigild veroveren Sevilla (Spanje) na een langdurig beleg. Hermenegild wordt gevangengenomen en opgesloten in de gevangenis van Tarragona.
- De Longobarden verdrijven de laatste Ostrogoten over de Alpen (Noord-Italië) die zich vestigen bij de Bajuwaren in Oostenrijk. (waarschijnlijke datum)

## Religie
- Gregorius van Tours wordt beschuldigd van laster tegen de Frankische koningin Fredegonde en moet zich tegenover een Raad van bisschoppen verantwoorden. (waarschijnlijke datum)

## Geboren
- Cadfan ap Iago, koning van Gwynedd (waarschijnlijke datum)
- Eadbald, koning van Kent (waarschijnlijke datum)
- Erchinoald, hofmeier van Neustrië (waarschijnlijke datum)
- Livinus van Gent, Iers missionaris (waarschijnlijke datum)
- Maximus Confessor, Byzantijns theoloog (overleden 662)
- Pepijn de Oudere, hofmeier van Austrasië (waarschijnlijke datum)

## Overleden
- 15 januari - Faustina, Italiaans abdis
- 18 januari - Liberata, Italiaans abdis
- Cadoc, Brits abt en bisschop
- Martinus van Braga, aartsbisschop